# Draba pulcherrima
Draba pulcherrima är en korsblommig växtart som beskrevs av Ernest Friedrich Gilg. Draba pulcherrima ingår i släktet drabor, och familjen korsblommiga växter. Inga underarter finns listade i Catalogue of Life.